# Министерство по делам малого и среднего бизнеса Индии
Министерство по делам малого и среднего бизнеса Индии отвечает за разработку и администрирование норм, правил и законов, относящихся к микро-, малых и средним предприятиям в Индии. По состоянию на ноябрь 2009 года, главой министерства является министр Кабинета Вирбхадра Сингх.

## История
Президент Индии при уведомлении от 9 мая 2007 года сделал поправку к Правилам правительства Индии от 1961 года (Распределение бизнеса). В соответствии с этой поправкой Министерство аграрной и сельской промышленности и Министерство малых предприятий были объединены в одно министерство, Министерство микро-, малых и средних предприятий.

## Организации
- Кокосовый совет
- Комиссия сельской промышленности и Хади
- Национальная комиссия по делам предприятий в неорганизованном секторе
- Национальная корпорация легкой промышленности
- Национальный институт микро-, малых и средних предприятий
- Национальный институт предпринимательства и развития малого бизнеса
- Индийский институт предпринимательства